# 文戈日諾
文戈日諾是波蘭的城鎮，位於該國西北部，由西波美拉尼亞省負責管轄，面積6.82平方公里，海拔高度107米，鎮上的城堡建於1348年，2006年人口3,011。
53°32′N 15°33′E / 53.533°N 15.550°E